# Teufenthal
Teufenthal is een gemeente en plaats in het Zwitserse kanton Aargau en maakt deel uit van het district Kulm.
Teufenthal telt 1.605 inwoners.